# Hrosvita
Hrotsvita je bila posvetna kanonica, ki je pod Otonsko dinastijo pisala drame in krščansko poezijo, * okoli 935, † 973.
Hrosvitino latinsko ime Hrotsvitha Gandeshemensis se pojavlja v različnih oblikah, vključno s Hrotsvit, Hrosvite, Rotsvita, Rosvit in Rosvindis in pomeni "močan krik". Njeno ime simbolizira njeno željo poveličevati krščanske junake in legende ter vrednote, ki jih predstavljajo.
Rojena je bila v Bad Gandersheimu v saški plemiški družini in  kot kanonica vstopila v opatijo Gandersheim. Velja za prvo pisateljico v germanski kulturni sferi, prvo zgodovinarko, prvo osebo po padcu Rimskega imperija, ki je pisala drame na latinskem zahodu in prvo nemško pesnico. 
Hrosvitinih šest kratkih dram velja za njena najpomembnejša dela. Bila je ena redkih žensk, ki so v zgodnjem srednjem veku pisale o svojem življenju, in edina, ki je zapisala zgodovino žensk tistega obdobja z ženske perspektive. Imenovali so jo "najimenitnejša ženska svojega časa" in "pomembna osebnost v zgodovini žensk".
O Hrosvithinem osebnem življenju je malo znanega. Vse njeno pisanje je v srednjeveški latinščini. Njena dela je leta 1501 znova odkril humanist Conrad Celtes in jih leta 1600 prevedel v angleščino. 
Mnogi so dvomili v pristnost Hrosvitinega dela, a so pregledi in zbirke njenih del, skupaj s številnimi zgodovinskimi in sodobnimi deli, ki govorijo o njej, dokazali, da je Hrosvitino delo pristno.